# Rawang Besar
Rawang Besar is een bestuurslaag in het regentschap Ogan Komering Ilir van de provincie Zuid-Sumatra, Indonesië. Rawang Besar telt 2052 inwoners (volkstelling 2010).